# 1983-as Formula–1 osztrák nagydíj
Az osztrák nagydíj volt az 1983-as Formula–1 világbajnokság tizenegyedik futama.

## Futam
| Helyezés | #  | Versenyző          | Csapat/Motor      | Körök | Idő/Kiesés oka      | Rajthely | Pontszám |
| -------- | -- | ------------------ | ----------------- | ----- | ------------------- | -------- | -------- |
| 1        | 15 | Alain Prost        | Renault           | 53    | 1:24:32,745         | 5        | 9        |
| 2        | 28 | René Arnoux        | Ferrari           | 53    | + 6,835             | 2        | 6        |
| 3        | 5  | Nelson Piquet      | Brabham-BMW       | 53    | + 27,659            | 4        | 4        |
| 4        | 16 | Eddie Cheever      | Renault           | 53    | + 28,395            | 8        | 3        |
| 5        | 12 | Nigel Mansell      | Lotus-Renault     | 52    | +1 kör              | 3        | 2        |
| 6        | 8  | Niki Lauda         | McLaren-Ford      | 51    | +2 kör              | 14       | 1        |
| 7        | 25 | Jean-Pierre Jarier | Ligier-Ford       | 51    | +2 kör              | 20       |          |
| 8        | 1  | Keke Rosberg       | Williams-Ford     | 51    | +2 kör              | 15       |          |
| 9        | 7  | John Watson        | McLaren-Ford      | 51    | +2 kör              | 17       |          |
| 10       | 31 | Corrado Fabi       | Osella-Alfa Romeo | 50    | +3 kör              | 26       |          |
| 11       | 32 | Piercarlo Ghinzani | Osella-Alfa Romeo | 49    | +4 kör              | 25       |          |
| 12       | 40 | Stefan Johansson   | Spirit-Honda      | 48    | +5 kör              | 16       |          |
| 13       | 30 | Thierry Boutsen    | Arrows-Ford       | 48    | +5 kör              | 19       |          |
| Kiesett  | 9  | Manfred Winkelhock | ATS-BMW           | 33    | Vízszivárgás        | 13       |          |
| Kiesett  | 22 | Andrea de Cesaris  | Alfa Romeo        | 31    | Kifogyott üzemanyag | 11       |          |
| Kiesett  | 27 | Patrick Tambay     | Ferrari           | 30    | Gyújtás             | 1        |          |
| Kiesett  | 6  | Riccardo Patrese   | Brabham-BMW       | 29    | Motorhiba           | 6        |          |
| Kiesett  | 33 | Roberto Guerrero   | Theodore-Ford     | 25    | Váltó               | 21       |          |
| Kiesett  | 2  | Jacques Laffite    | Williams-Ford     | 21    | Vibráció            | 24       |          |
| Kiesett  | 23 | Mauro Baldi        | Alfa Romeo        | 13    | Olajszivárgás       | 9        |          |
| Kiesett  | 3  | Michele Alboreto   | Tyrrell-Ford      | 8     | Ütközés             | 18       |          |
| Kiesett  | 35 | Derek Warwick      | Toleman-Hart      | 2     | Turbó               | 10       |          |
| Kiesett  | 36 | Bruno Giacomelli   | Toleman-Hart      | 1     | Hűtő                | 7        |          |
| Kiesett  | 11 | Elio de Angelis    | Lotus-Renault     | 0     | Ütközés             | 12       |          |
| Kiesett  | 29 | Marc Surer         | Arrows-Ford       | 0     | Ütközés             | 22       |          |
| Kiesett  | 4  | Danny Sullivan     | Tyrrell-Ford      | 0     | Ütközés             | 23       |          |
| NK       | 26 | Raul Boesel        | Ligier-Ford       |       |                     |          |          |
| NK       | 34 | Johnny Cecotto     | Theodore-Ford     |       |                     |          |          |
| NK       | 17 | Kenny Acheson      | RAM-Ford          |       |                     |          |          |

## A világbajnokság élmezőnyének állása a verseny után
| H  | Versenyzők     | Pont | H  | Konstruktőrök | Pont |
| -- | -------------- | ---- | -- | ------------- | ---- |
| 1. | Alain Prost    | 51   | 1. | Renault       | 68   |
| 2. | Nelson Piquet  | 37   | 2. | Ferrari       | 65   |
| 3. | René Arnoux    | 34   | 3. | Brabham-BMW   | 41   |
| 4. | Patrick Tambay | 31   | 4. | Williams-Ford | 36   |
| 5. | Keke Rosberg   | 25   | 5. | McLaren-Ford  | 30   |

## Statisztikák
Vezető helyen:
- Patrick Tambay: 21 (1-21)
- René Arnoux: 16 (22-27 / 38-47)
- Nelson Piquet: 10 (38-37)
- Alain Prost: 6 (48-53)

Alain Prost 9. győzelme, 8. leggyorsabb köre, Patrick Tambay 3. pole-pozíciója.
- Renault 15. győzelme.